# پیرشیل
پیرشیل (به هلندی: Piershil) یک منطقهٔ مسکونی در هلند است که در کورن‌دیک واقع شده‌است. پیرشیل ۱٬۶۰۰ نفر جمعیت دارد.